# جيوفاني فريسكوبالدي
جيوفاني فريسكوبالدي (بالإيطالية: Girolamo Frescobaldi)‏ (و. 1583 – 1643 م) هو عازف الأرغن، وملحن، وعازف بيانو من إيطاليا . ولد في فيرارا .
توفي في روما .

## روابط خارجية
- جيوفاني فريسكوبالدي على موقع IMDb (الإنجليزية)
- جيوفاني فريسكوبالدي على موقع الموسوعة البريطانية (الإنجليزية)
- جيوفاني فريسكوبالدي على موقع ميوزك برينز (الإنجليزية)
- جيوفاني فريسكوبالدي على موقع أول موفي (الإنجليزية)
- جيوفاني فريسكوبالدي على موقع إن إن دي بي (الإنجليزية)
- جيوفاني فريسكوبالدي على موقع أول ميوزيك (الإنجليزية)
- جيوفاني فريسكوبالدي على موقع ديسكوغز (الإنجليزية)
- جيوفاني فريسكوبالدي على موقع كينوبويسك (الروسية)